# Derek Fatchett
Derek John Fatchett (22 août 1945 - 9 mai 1999) est un homme politique britannique. Il est député de Leeds Central de 1983 à 1999 et est membre du Parti travailliste. Il est ministre d'État aux Affaires étrangères (secrétaire adjoint aux Affaires étrangères) de 1997 à 1999 .

## Jeunesse
Né à Lincoln, Lincolnshire, Fatchett est le fils d'un peintre et décorateur. Son grand-père est un dirigeant syndical. Il fréquente le lycée, la Lincoln School, puis l'Université de Birmingham où il étudie le droit et obtient son diplôme en 1966. Fatchett rejoint le Parti travailliste en 1964. À la London School of Economics il obtient une maîtrise en 1968 et participe à des manifestations étudiantes. Il était plus de gauche dans sa jeunesse dans les années 60 et 70, et s'est déplacé vers le centre-gauche lorsqu'il devient député, quittant le groupe de campagne en 1985.
Fatchett est conseiller au Conseil métropolitain de Wakefield de 1980 à 1984. Il est maître de conférences en relations industrielles (maintenant connu sous le nom de relations de travail et d'emploi) à l'Université de Leeds en 1971, y restant jusqu'à ce qu'il devienne député.

## Carrière parlementaire
Il se présente pour le siège de Bosworth dans le Leicestershire en 1979. Il est élu en 1983 à Leeds Central.
Après la victoire électorale du Labour en 1997, il est nommé ministre d'État au ministère des Affaires étrangères et du Commonwealth, chargé du Moyen-Orient, de l'Afrique du Nord et de l'Asie du Sud .
Derek Fatchett est décédé subitement dans la nuit du 9 mai 1999 (âgé de 53 ans), des suites d'une grave crise cardiaque après s'être effondré alors qu'il se détendait avec sa femme et son ami proche Colin Crane dans un pub de Wakefield. L'élection partielle pour son siège est remportée par Hilary Benn.

## Vie privée
Il épouse Anita Oakes à Birmingham le 12 avril 1969 et a deux fils, Brendan et Gareth. Il vivait à Wakefield. Il est très ouvert aux nouvelles technologies, visitant un certain nombre d'installations informatiques au Royaume-Uni, à commencer par une Apple Lisa, l'ordinateur qui est antérieur aux révolutions Apple Mac, iPhone et iPad.